# スジャータ (女優)
スジャータ（Sujatha、1953年12月10日 - 2011年4月6日）は、インドの女優。セイロン（スリランカ）の南部州ゴール出身。
タミル語映画のフィルムフェア賞最優秀女優部門の1975年から1977年までとテルグ語映画の同部門を1979年に受賞している。